# Heliozela
Genre
Heliozela est un genre de lépidoptères de la famille des Heliozelidae. Il a été décrit par l'entomologiste allemand Gottlieb August Wilhelm Herrich-Schäffer en 1853.

## Synonymes
Le genre Heliozela a pour synonymes :
- Dyselachista (Spuler (en), 1910)
- Heliozella (Chambers, 1880)

## Liste des espèces
Le genre Heliozela comporte 4 espèces selon les bases de données GBIF et Fauna Europaea, toutes présentes en Europe :
- Heliozela hammoniella (Sorhagen (en), 1885), ou connu en anglais plus communément comme « Birch Lift ».
- Heliozela lithargyrellum (Zeller, 1850), présent uniquement en France et Italie[4].
- Heliozela resplendella (Stainton, 1851), ou « Alder Lift » en anglais.
- Heliozela sericiella (Haworth, 1828), ou « Oak Satin Lift » en anglais.

La base de données BioLib cite 21 autres espèces supplémentaires :
- Heliozela aesella (Chambers (en), 1877)
- Heliozela ahenea (Walsingham, 1897)
- Heliozela anantia (Meyrick, 1897)
- Heliozela autogenes (Meyrick, 1897)
- Heliozela castaneella (Inoue (en), 1982)
- Heliozela catoptrias (Meyrick, 1897)
- Heliozela crypsimetalla (Meyrick, 1897)
- Heliozela cuprea (Walsingham, 1897)
- Heliozela eucarpa (Meyrick, 1897)
- Heliozela eugeniella (Busck (en), 1900)
- Heliozela gracilis (Zeller, 1873)
- Heliozela isochroa (Meyrick, 1897)
- Heliozela microphylla (Meyrick, 1897)
- Heliozela nephelitis (Meyrick, 1897)
- Heliozela praeustella (Deventer, 1904)
- Heliozela prodela (Meyrick, 1897)
- Heliozela rutilella (Walker, 1864)
- Heliozela siderias (Meyrick, 1897)
- Heliozela sobrinella (Deventer, 1904)
- Heliozela subpurpurea (Meyrick, 1934)
- Heliozela trisphaera (Meyrick, 1897)

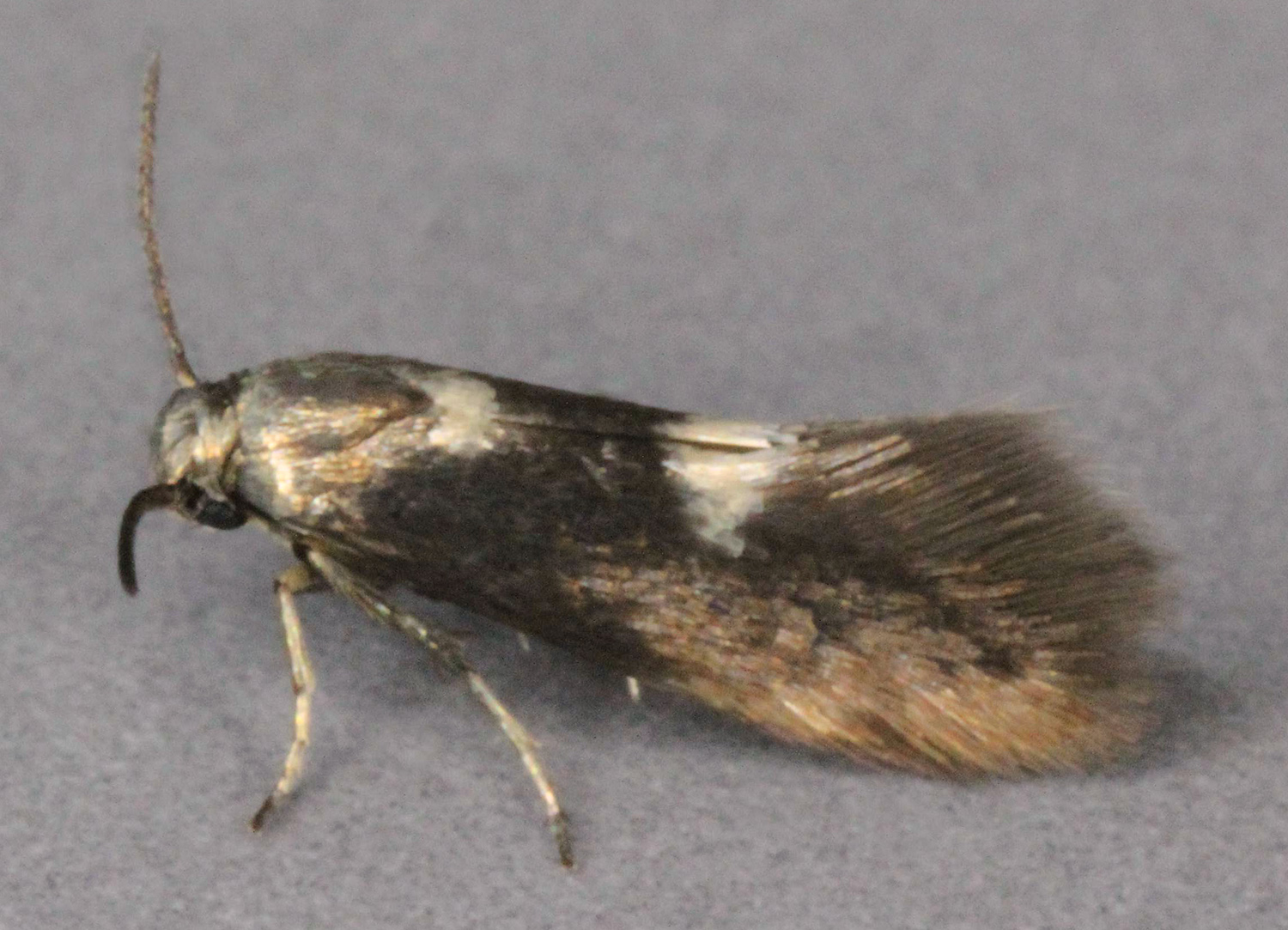
Heliozela hammoniella
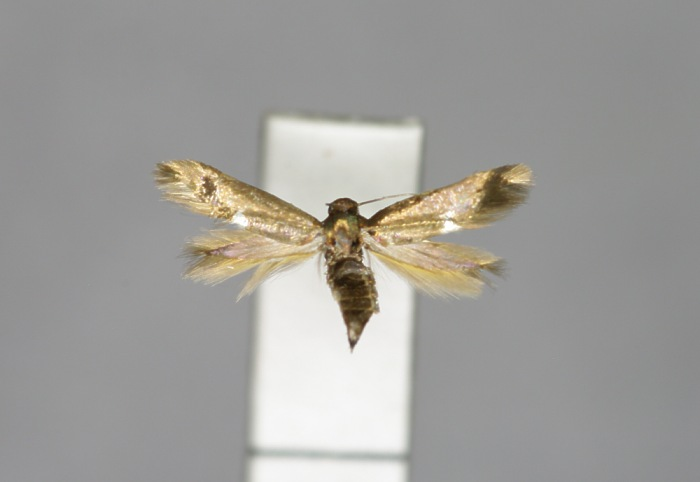
Heliozela resplendella
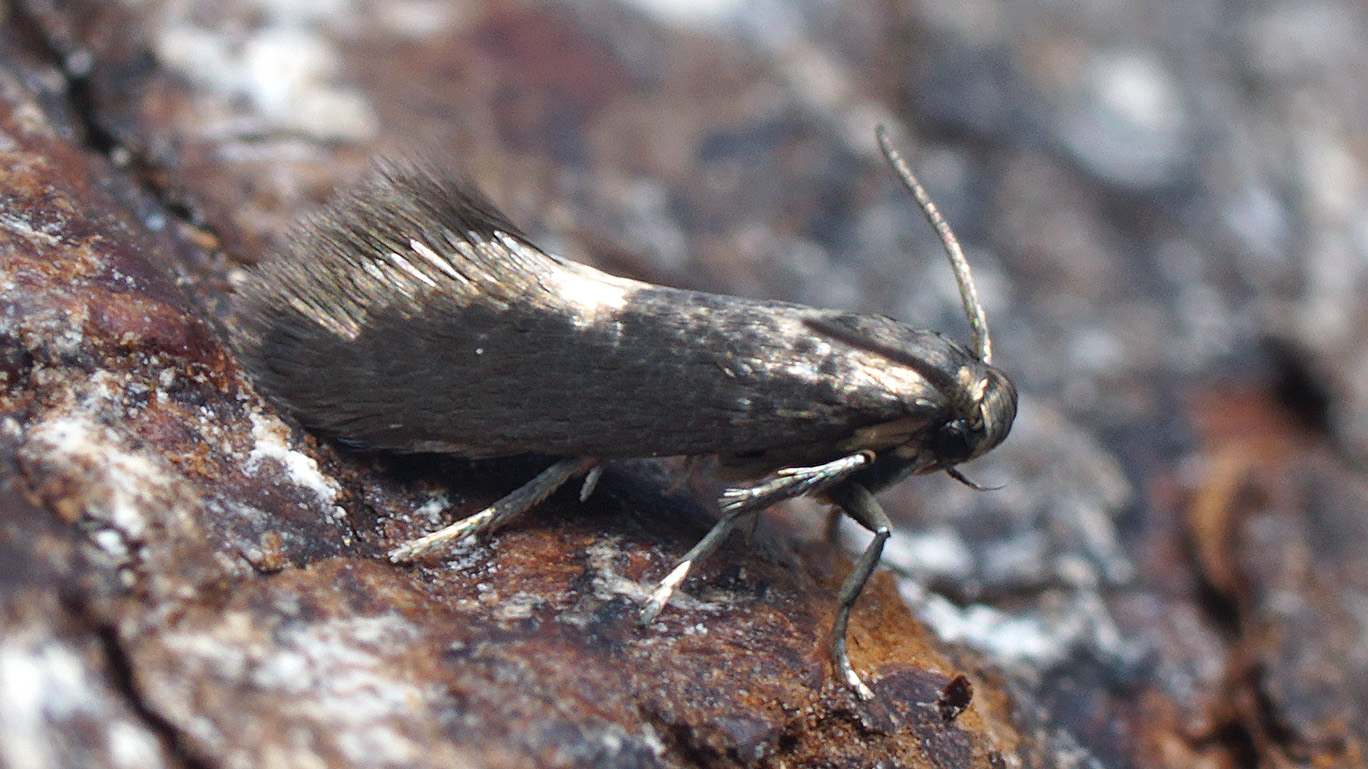
Heliozela sericiella
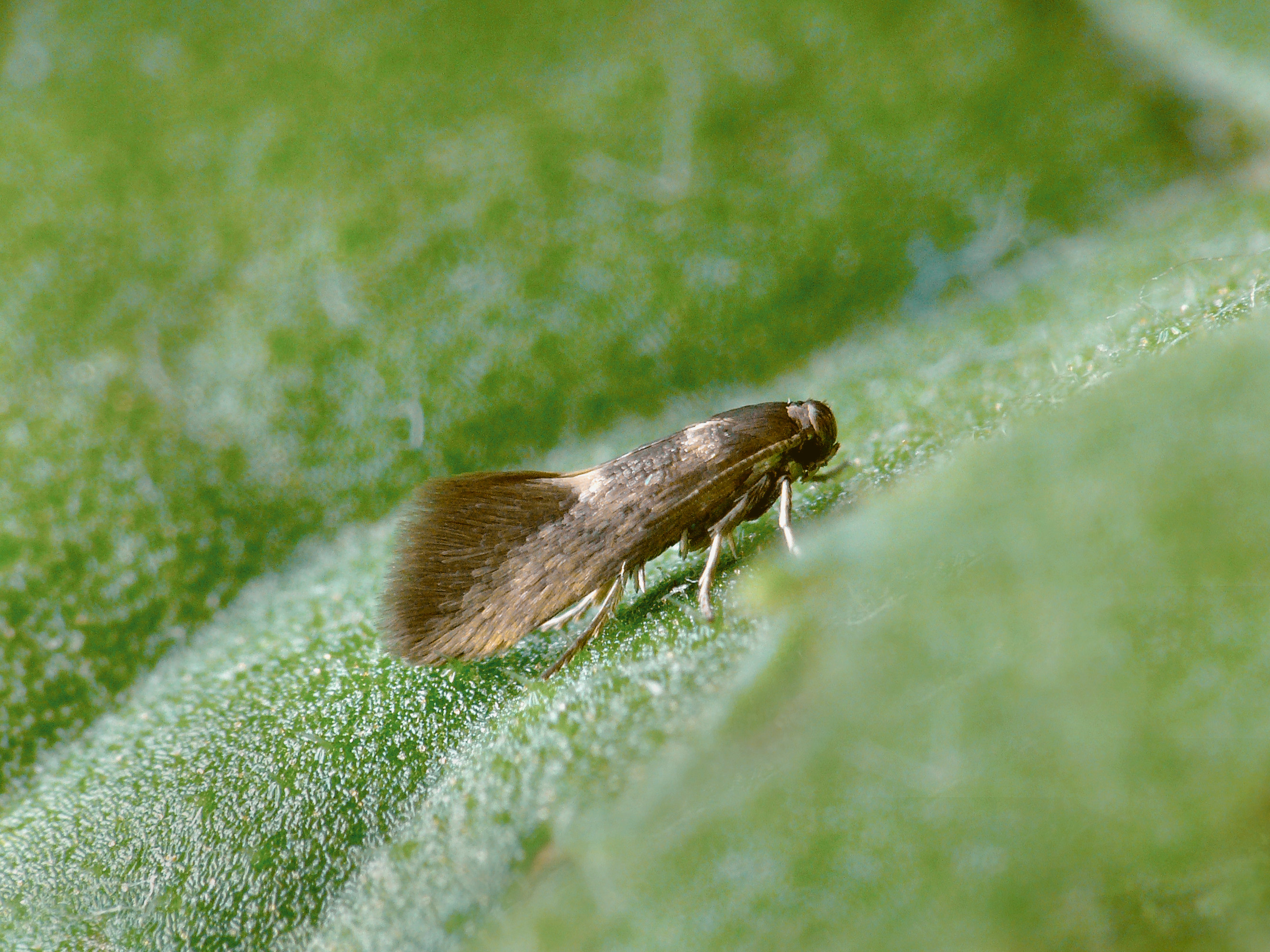
Heliozela sericiella